# 僧兵 (日本)

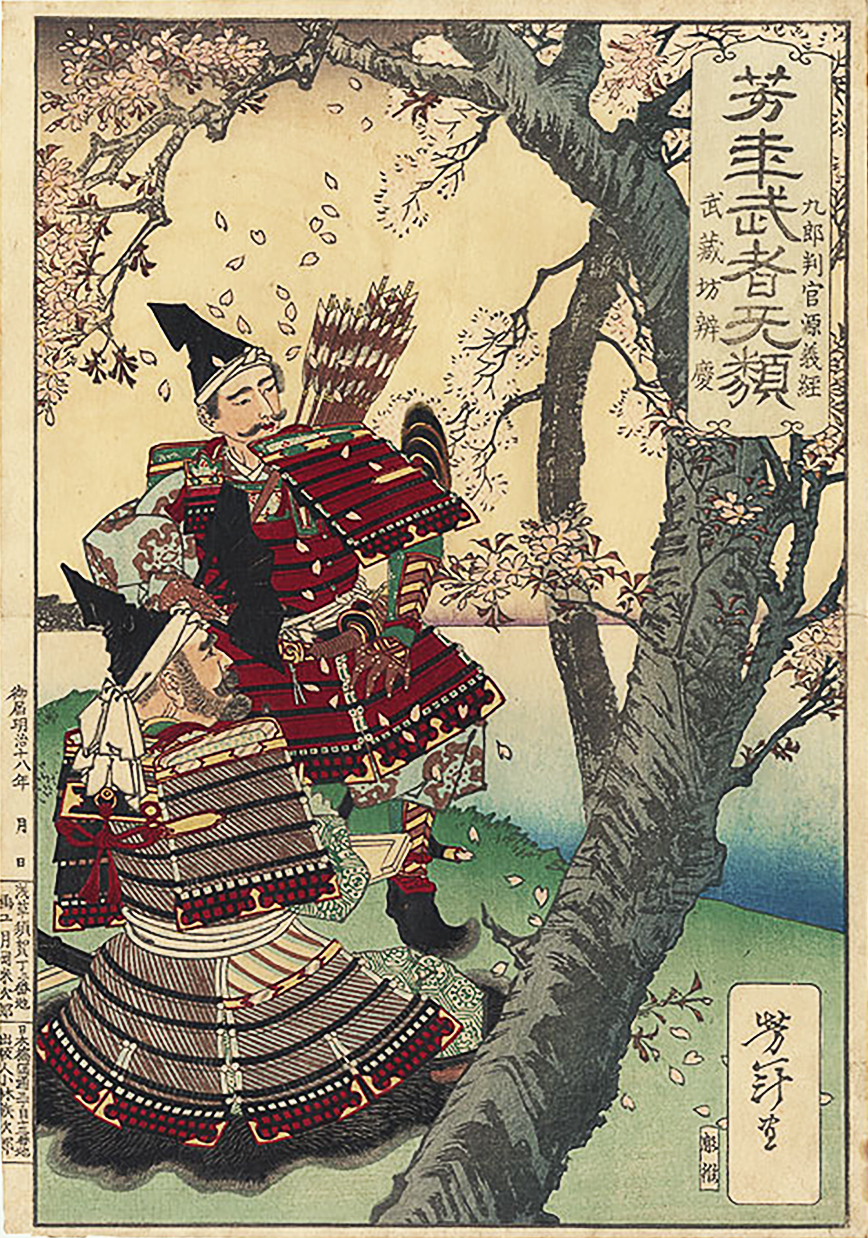
僧兵辨慶和源義經

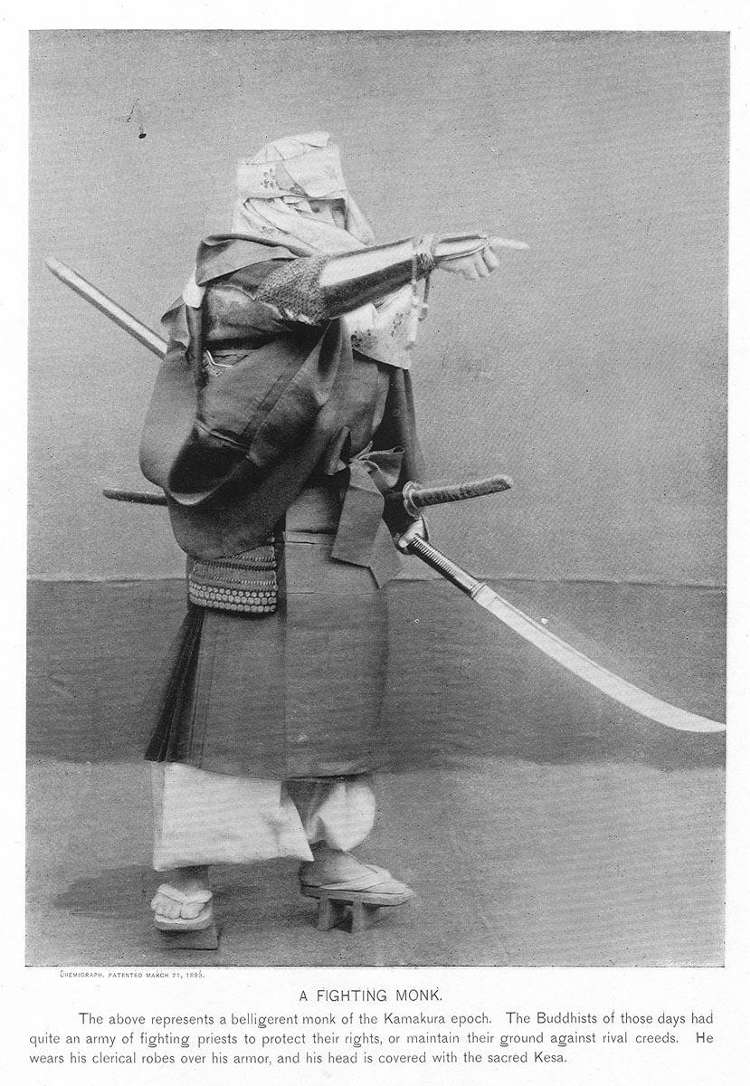
僧兵照片(攝於1895年)

僧兵（日语：／ Sōhei）是日本平安時代中期到安土桃山時代存在的武裝的寺院僧徒。

## 概要
在同時代被稱為法師武者、僧眾、惡僧，江戶時代以降使用「僧兵」的稱呼。惡僧的「惡」和中世的惡黨相同，有「兇惡」、「強大」之意味。主要是寺社勢力所屬的武裝集團。風貌如同繪卷物所描繪，有裹頭、高下駄、薙刀等特徵。另外，神社所屬的武裝集團稱作神人（じにん）。
僧兵、神人出現的時代，律令制崩壞，社會混亂，擁有廣大的寺領・神領的寺社因為有富裕的經濟力，有成為盗賊或各種勢力目標的危險性。所以，寺社有保持防衛武力的必要性。在這種時代背景下，造成「寺院・神社的武裝化」。
在京都・奈良的大寺院服雜役的大眾（堂眾）武裝自衛，平安時代末期，成為強大的武力集團，以興福寺・延曆寺・園城寺、東大寺等寺院為據點，經常互相爭奪勢力或對朝廷、攝關家進行強訴。以仁王舉兵之時也參加對平家的戰爭，在『平家物語』的武藏坊弁慶可見這樣的描寫。其中，興福寺（南都）的眾徒被稱作奈良法師、延曆寺（北嶺）的眾徒被稱作山法師。白河法皇曾舉出天下之三不如意，就是「賀茂川之水（鴨川洪災）・双六之賽（雙陸棋賭博滋生社會問題）・山法師（比叡山僧兵眾）」，可見僧兵的橫暴是朝廷的不安要素。
遠離中央的地域也有和地方軍事力結合的有力寺社，對當時的權力平衡帶來相當大的影響。源平爭亂之時，指揮熊野水軍的熊野別當成為雙方爭取的對象是著名的例子。
室町時代，曾經作為天台座主的足利義教，熟知僧兵的軍事力和破壞力，所以，大規模的討伐延曆寺（如同後年的織田信長）。
各地的有力寺社保持軍事力的現象持續到豐臣秀吉實施刀狩為止。戰國時代的有力僧兵團有以下之例。

### 南都北嶺
- 興福寺：寶藏院流槍術之開祖・胤榮等廣為人知。
- 延曆寺：織田信長的比叡山燒討。

### 其他
都在江戶時代之前喪失軍事力或分割宗教和軍事力。
- 根來寺：津田流砲術之開祖・津田算長為首，有名的強大鐵炮隊。豐臣秀吉在紀州征伐時制壓，喪失軍事力。
- 石山本願寺：除了獨自的僧兵集團，擁有動員各地門徒（多為國人或庶民）發起一向一揆的絕大影響力・軍事力，石山合戰失敗後壞滅，喪失軍事力。
- 諏訪大社：被武田信玄制壓，喪失軍事力。
- 宇佐神宮：被大友宗麟制壓，喪失軍事力。
- 日光山輪王寺：擁有多數僧兵，在下野是有數的武裝勢力。協助後北條氏，所以被豐臣秀吉彈壓，寺領被没收衰退。受移封關東的德川家康保護，回復勢力。
- 多武峰妙樂寺：數度和興福寺發生武力衝突。天正13年（1585年），同意大和入國的豐臣秀長提出的武裝解除要求，供出武具。
- 白山平泉寺：延曆寺的末寺，最盛期擁有8千人的僧兵，勢力延伸到越前。天正2年（1574年），在一向一揆的抗爭中全山燒失。勢力減弱。和織田信長、豐臣秀吉合作，回復寺領。
- 聖眾寺：擁有千人僧兵的真言宗大寺院，天正年間（1573年 - 1593年），在織田信長家臣瀧川一益的北伊勢侵攻之際，遭到燒討，受到壞滅的打擊。
- 三岳寺：天台宗山門派的大寺院，擁有數百人的僧兵，織田信長進行比叡山燒討的3年前，永祿11年（1568年），被織田信長家臣瀧川一益攻擊，寺院全數燒失。
- 英彦山：隆盛的修驗道場，最盛期擁有數千名僧兵。天正9年（1581年），受到大友義統的彦山燒討而戰敗，勢力減弱。

## 關連項目
- 寺社勢力

## 外部連結
- 僧兵祭　三重縣菰野町